# Монахов, Владимир Викторович
Владимир Викторович Монахов (15 августа 1940, Ульяновск, РСФСР, СССР — 11 мая 2010, Ульяновск, Российская Федерация) — советский игрок в хоккей с мячом и тренер. Полузащитник атакующего плана. Рост 168 см, вес 67 кг. Заслуженный мастер спорта СССР (1971).

## Биография
В 1956 г. дебютировал в составе юношеской команды «Динамо». В 1957—1976 гг. в составе «Волга» Ульяновск играл в чемпионатах и Кубках СССР по хоккею с мячом и футболу. Чемпион мира по хоккею с мячом (1969, 1971 гг.). В сезонах 1962/63 — 1963/64 играл за клуб по хоккею с шайбой СКА Куйбышев.
В 1961 году ему было присвоено звание мастера спорта по хоккею с мячом.
7 лет входил в состав сборной команды СССР по хоккею с мячом, в ее составе дважды становится чемпионом мира (1969, 1971 г. г.).
Звание мастера спорта международного класса присвоено в 1969 году, а 1971 году ему присвоено звание «Заслуженный мастер спорта». В этом же году по результатам чемпионата мира он признан лучшим полузащитником и включен в состав символической сборной мира.
В 1967 году ему присвоено звание «Мастер спорта по Футболу» (второе место в чемпионате России).
В «Волге» с перерывами играл до 1972 г., провел 214 матчей, забил 116 мячей. Также выступал за команды «Динамо» (Москва) и СКА (Свердловск). За сборную СССР сыграл 17 матчей, забил 4 гола (на чемпионатах мира — 8 матчей, 2 гола). Победитель международного турнира на призы газеты «Советской России» (1972 г.). Чемпион Спартакиады народов РСФСР (1970 г.). Серебряный призер чемпионата СССР 1972 г. Шесть раз (1961, 1962, 1969—1972 годы) входил в список 22-х лучших игроков сезона. 
Победитель чемпионата Дружественных армий социалистических стран по хоккею с шайбой. Два сезона провел в составе команды СКА (Куйбышев), где получил звание мастера спорта СССР по хоккею с шайбой.
С 1967 по 1969 гг. входил в сборную РСФСР по футболу, участвовал в товарищеских матчах в Европе и Северной Африке. Вице-чемпион РСФСР по футболу 1967 г. в составе ульяновской «Волги». Мастер спорта по футболу. Был играющим тренером команды «Кировец» (Уфа), которую вывел в первую лигу чемпионата России по хоккею с мячом. Тренер высшей категории — окончил Малаховскую школу тренеров. По окончании активной спортивной деятельности перешел на тренерскую работу. Работал в качестве главного тренера команд мастеров по хоккею с мячом в г.г. Ульяновск и Уфа. Много сил и энергии отдавал развитию детского спорта в городе. Среди его воспитанников есть и чемпионы СССР по хоккею с мячом (среди юношей). Команда юношей «Волга» Ульяновск (футбол)(1983 г.р.) под его руководством стала бронзовым призером чемпионата России в Детской Футбольной Лиге в 1997 г. Являлся заместителем председателя областной Федерации хоккея с мячом.
В 1993—1994 гг. руководил ульяновским «Стартом», игравшим в Первенстве России по хоккею с мячом среди команд первой лиги 1993/1994.
Умер 11.05.2010 года, похоронен на Северном кладбище Ульяновска.

## Награды
- За вклад в развитие хоккея с мячом он награждается правительственными наградами: медали «За трудовое отличие» и «За доблестный труд в ознаменование столетия со дня рождения В. И. Ленина».
- Первый Заслуженный мастер спорта СССР в Ульяновской области.
- Почетный гражданин города Ульяновска[2].